# Великият инквизитор
Вижте пояснителната страница за други значения на Великият инквизитор.
„Великият инквизитор“ е притча, включена като самостоятелна глава в романа „Братя Карамазови“ на руския писател Фьодор Достоевски и многократно издавана самостоятелно и преработвана в театрални постановки.
Разказана от Иван Карамазов, един от главните герои в романа, на неговия брат Альоша, който е станал монах, притчата поставя под въпрос възможността за съществуване на персонализиран и добронамерен Бог. Достоевски нарича „Великият инквизитор“ „кулминация“ на последния си роман.
Някои изследователи сочат „Великият инквизитор“, заедно с главите „Буди, буди“ и „Бунт“ като ключ за цялостното разбиране на творческото наследство на автора. Според тях чрез своеобразния монолог авторът прави своята изповед за разбирането си за дуализма, особената мисия на Русия за и в света и за вярата.

## Преводи и постановки
Поемата или притчата за „Великият инквизитор“ е преведена на български за първи път от В. Йорданов в Шумен през 1892 г. През сезона 1906/07 г. пътуващият съвременен театър на М. Икономов по онова време играе в провинцията сценична драматизация на „Братя Карамазови“. През 1928 г. излизат на български и пълните събрани съчинения на Достоевски в 10 тома, като само до 9 септември 1944 г. на книжния български пазар са всичко 63 самостоятелните издания на писателят с общ тираж 217 хил. В периода 1959 – 60 г. са преиздадени събраните съчинения на Достоевски в тираж от 120 хил., а през периода 1981 – 94 г. излиза и 12-томното им издание – най-пълното на български език. 
През театралния сезон 2012/13 г. е премиерата на първата българска самостоятелна постановка на „Великият инквизитор“.. „Великият инквизитор“ е представяна на почти всички световни театрални сцени през 20 век, а романът „Братя Карамазови“ многократно филмиран. Незабравимо е превъплъщението в старецът на Питър Брук, както и на Михаил Улянов в ролята му.
През 1942 г. немският композитор Борис Бляхер пише по Достоевски оратория за баритон, хор и оркестър „Der Großinquisitor“, а автор на либретото е Лео Борхард. .